# ألمين عبدي

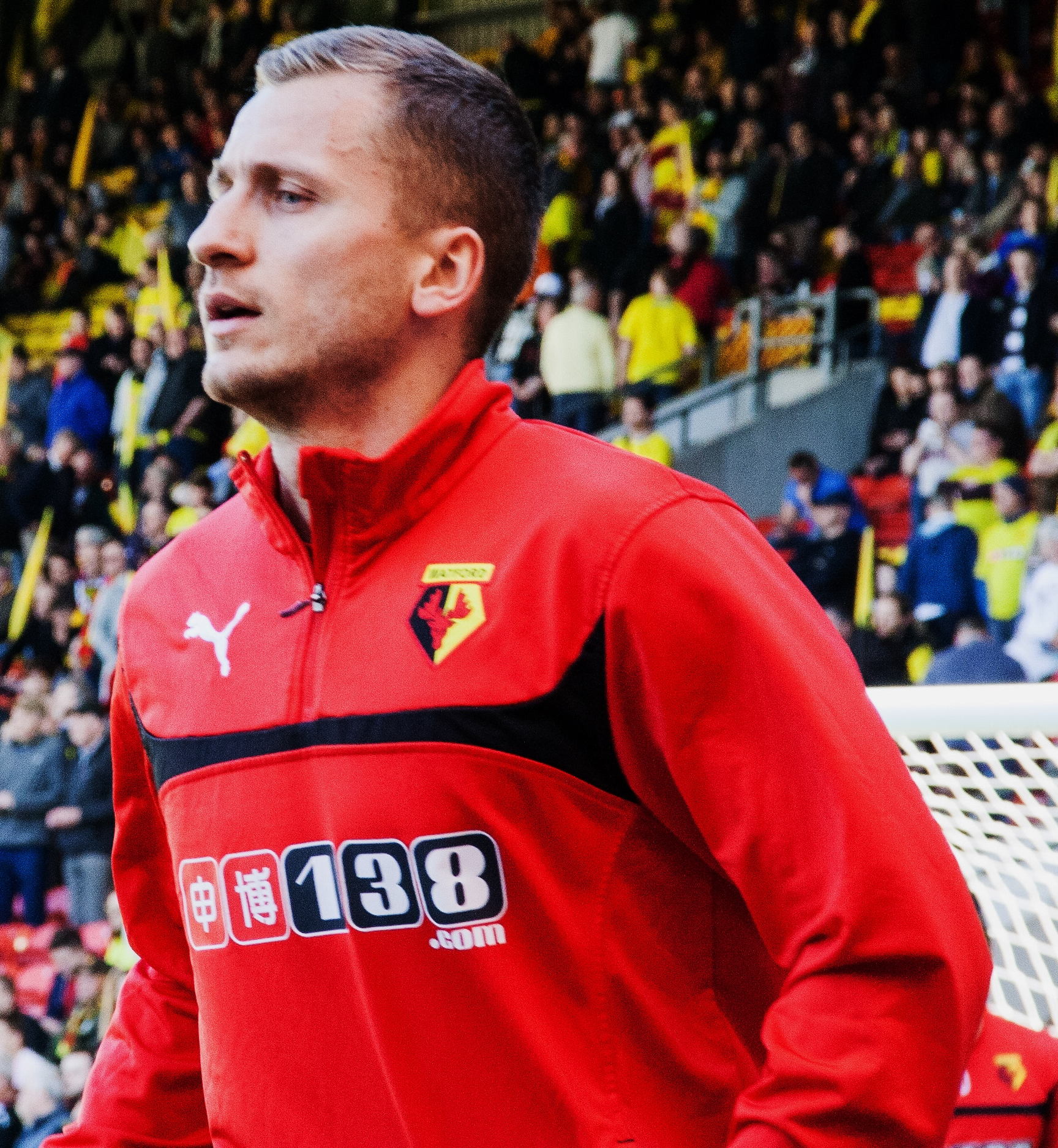

ألمين عبدي (بالألبانية: Almen Abdi) (مواليد 21 أكتوبر 1986 في بريزرن - يوغوسلافيا) لاعب كرة قدم سويسري من أصل ألباني لعب لصالح نادي الدرجة الأولى لومان الفرنسي في 2010 في مركز الوسط المحوري ثم انتقل في أغسطس 2010 إلى نادي أودينيزي الإيطالي.

## مسيرته الكروية
لعب ألمين عبدي خلال مسيرته الاحترافية مع 5 أندية في سبعة عشر موسمًا وسجل خلالها 57 هدفًا ضمن 322 مباراة. حيث فاز في موسم واحد بالكأس وفي ثلاثة مواسم بالدوري.
خاض ألمين عبدي مسيرته مع نادي زيورخ في موسم 2003–04 ليلعب معه سبعة مواسم، مشاركًا في 132 مباراة سجل خلالها 31 هدفًا. ثم انتقل إلى نادي لومان في موسم 2009–10 لمدة موسم واحد، حيث شارك في 13 مباراة ولم يسجل أي هدف. لينتقل بعدها إلى نادي أودينيزي في موسم 2010–11 ولمدة موسمين، مشاركًا في 42 مباراة ولم يسجل أي هدف أيضًا. ثم انتقل إلى نادي واتفورد في موسم 2012–13 ليلعب معه أربعة مواسم، مشاركًا في 115 مباراة سجل خلالها 25 هدفًا. هذا وانتقل لاحقًا إلى نادي شيفيلد وينزداي في موسم 2016–17 واستمر معه طيلة ثلاثة مواسم، مشاركًا في 20 مباراة سجل خلالها هدفًا واحدًا.